# The Carnival Bizarre
The Carnival Bizarre — третий студийный альбом британской дум-метал группы Cathedral, вышедший в 1995 году.

## Об альбоме
The Carnival Bizarre был записан в Ноттингеме, Англия.
Диск получил весьма положительные отзывы от многих музыкальных критиков. Allmusic и Sputnikmusic были очень впечатлены этим диском и оба присвоили ему рейтинг 4.5 из 5 возможных. Terrorizer Magazine присвоил 8.5 из 10 а Spirit of Metal оценил 18 очками из 20 возможных.
Альбом был переиздан в Австралии в августе 2008 года.

## Список композиций
- Все композиции написаны Dorrian и Jennings, кроме помеченных.

1. «Vampire Sun» — 4:06
2. «Hopkins (The Witchfinder General)» — 5:18
3. «Utopian Blaster» — 5:41
4. «Night of the Seagulls» — 7:00
5. «Carnival Bizarre» — 8:35
6. «Inertia’s Cave» — 6:39
7. «Fangalactic Supergoria» — 5:54
8. «Blue Light» — 3:27
9. «Palace of Fallen Majesty» — 7:43
10. «Electric Grave» — 8:25
11. «Karmacopia» — 5:06 (только на японском издании диска)

## Участники записи

### Cathedral
- Lee Dorrian — вокал, перкуссия
- Garry Jennings — гитара, перкуссия, клавишные, меллотрон
- Leo Smee — бас-гитара, вокал, меллотрон
- Brian Dixon — ударные, перкуссия, восточные барабаны, бэк-вокал

### Приглашённые музыканты
- Тони Айомми: гитара (на Utopian Blaster)
- Kenny Ball: Труба
- Mitchell Dickinson: гонг, вокал

### Технические участники
- Kit Woolven — продюсер
- Doug Cook — инженер